# Kožino
Kožino (olaszul: Càproli/Còsino) falu Horvátországban Zára megyében. Közigazgatásilag Zárához tartozik.

## Fekvése
Zára központjától 7 km-re északnyugatra a Zárai-öböl felett fekszik. A falu régi része a tengertől távolabb a dombtetőn, újabb része a tengerpart mentén található. A tengerparti rész a 20. század második felétől a turizmusnak köszönhetően dinamikusan fejlődik.

## Története
Kožino 1105-ben szerepel először az írásos forrásokban, amikor IV. Krešimir Péter király Čika nevű lánytestvére, a zárai Szűz Mária kolostor megújítója “in loco qui dicitur Caproli” vásárol birtokot egy fehér lóért. A második adat 1387-ből származik, amikor egy Diklo melletti, a tenger fölé emelkedő dombon levő helyet Kožino Seloként említenek. Ez a név újra megjelenik 1666-ban a glagolita anyakönyvekben. A név egy zárai nemesi család a Kože (Cosse) nevéből származik, amelynek egykor itt volt a birtoka. Miután Velence 1409-ben elfoglalta Zárát ez a terület is fennhatósága alá került. Templomát 1522-ben építették, plébániáját 1575-ben alapították. A falut 1636-ban felégette a török, de két éven belül újra benépesült. Amikor a török megszállta a Zárai-öböl környékét a helyiek előbb Dikloba, majd a Sveti Ivan nevű, Zárához tartozó elővárosba és Sukošanba menekültek. A törökkel kötött béke után hamarosan visszatértek otthonaikba. 1575 és 1706 között plébániájához tartozott Diklo és Petrčane is. A 18. század végén Napóleon megszüntette a Velencei Köztársaságot. 1797 és 1805 között Habsburg uralom alá került, majd az egész Dalmáciával együtt az Első Francia Császárság része lett. 1815-ben a bécsi kongresszus újra Ausztriának adta, amely a Dalmát Királyság részeként Zárából igazgatta 1918-ig. 1857-ben 153, 1910-ben 316 lakosa volt. Ezt követően előbb a Szerb-Horvát-Szlovén Királyság, majd Jugoszlávia része lett. Lakói hagyományosan földművesek (főként szőlő- és olajbogyó termesztés), halászok voltak, de a 20. század második felétől egyre inkább az idegenforgalom lett a megélhetés fő forrása. 2011-ben 815 lakosa volt.

## Lakosság
| Lakosság változása | Lakosság változása | Lakosság változása | Lakosság változása | Lakosság változása | Lakosság változása | Lakosság változása | Lakosság változása | Lakosság változása | Lakosság változása | Lakosság változása | Lakosság változása | Lakosság változása | Lakosság változása | Lakosság változása | Lakosság változása |
| ------------------ | ------------------ | ------------------ | ------------------ | ------------------ | ------------------ | ------------------ | ------------------ | ------------------ | ------------------ | ------------------ | ------------------ | ------------------ | ------------------ | ------------------ | ------------------ |
| 1857               | 1869               | 1880               | 1890               | 1900               | 1910               | 1921               | 1931               | 1948               | 1953               | 1961               | 1971               | 1981               | 1991               | 2001               | 2011               |
| 153                | 0                  | 213                | 230                | 248                | 316                | 350                | 364                | 497                | 516                | 501                | 510                | 457                | 498                | 583                | 815                |

## Nevezetességei
Mihály arkangyal tiszteletére szentelt plébániatemploma 1522-ben épült. 1884-ben újjáépítették, majd 1987-ben teljesen megújították. A márvány főoltár a tabernákulummal 1793-ban készült. Az oltárkép Szűz Máriát a gyermek Jézussal és Szent Mihály főangyalt ábrázolja. Rajta kívül a templomnak még két, fából faragott barokk mellékoltára van. A keleti falnál levő oltár képén Jézus bemutatása a jeruzsálemi templomban látható. A nyugati falnál levő oltáron Szent Mihály, Szent Jeromos és Szűz Mária szobrai állnak. A templom értékes tárgyai közül említésre méltó az öt barokk körmeneti kereszt a 17. és 18. századból, a két ezüstkehely és az 1741-ben készített, jó állapotban fennmaradt papi miseruha. A templom mellett a nyugati oldalon nagy harangtorony emelkedik benne két haranggal, melyek működését 1995 óta elektromosan vezérlik.